# Gelis nitidus
Gelis nitidus är en stekelart som beskrevs av Horstmann 1986. Gelis nitidus ingår i släktet Gelis och familjen brokparasitsteklar. Arten är reproducerande i Sverige. Inga underarter finns listade i Catalogue of Life.